# William Rowan Hamilton

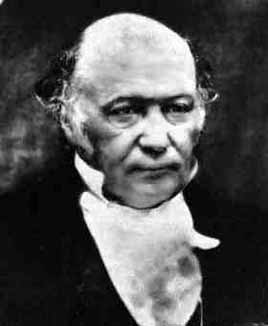
William Hamilton

Sir William Rowan Hamilton (Dublin, 4 augustus 1805 – bij Dunsink (Noord-Dublin), 2 september 1865) was een Ierse wiskundige, natuurkundige en astronoom die belangrijke bijdragen leverde aan de ontwikkeling van de optica, dynamica en algebra. 
Hamilton werd in het bijzonder bekend door het hamiltonformalisme en de door hem uitgedachte quaternionen. 

## Levensloop
William Rowan Hamilton werd geboren als jongste van vier kinderen. Williams vader, Archibald Hamilton, was een notaris die vaak voor zijn werk in Engeland zat. Zijn moeder, Sarah Hutton, kwam uit een intellectuele familie en het is aannemelijk dat William zijn wiskundige talent daaraan te danken had. Toch was het een oom van vaders kant, James Hamilton, een geestelijke en tevens directeur van het observatorium te Armagh, die de jonge William op intellectueel gebied inspireerde. Omdat zijn vader vaak weg was, bracht William veel tijd bij zijn oom door, en nadat hij op veertienjarige leeftijd wees was geworden, werd hij zelfs volledig door de oom opgevoed. 
William toonde al op zeer jonge leeftijd talent op rekenkundig gebied, maar nog opvallender was zijn aanleg voor vreemde talen, hierbij geïnspireerd door zijn oom, die zelf vele talen sprak. Op driejarige leeftijd kon hij al vloeiend Engels lezen, een paar jaar later had hij zich ook Grieks, Latijn en Hebreeuws meester gemaakt en toen hij dertien was sprak hij al meer talen dan zijn leeftijd. 
Williams interesse voor wiskunde begon toen hij op twaalfjarige leeftijd in contact gebracht werd met het Amerikaanse rekenwonder Zerah Colburn (1804–1839). Colburn, die enorm goed kon hoofdrekenen, maar nauwelijks kennis had van de wiskundige achtergrond van zijn methodes, won wedstrijden in rekenen van de wiskundig meer getalenteerde Hamilton. Hierdoor getart, begon Hamilton zich te interesseren voor de wiskunde. Op zijn vijftiende begon hij de klassieke werken van Newton en Laplace te bestuderen. In 1822 ontdekte hij een belangrijke fout in Laplaces Méchanique céleste, wat hem onder de aandacht bracht van John Brinkley, op dat moment Astronomer Royal van Ierland. Brinkley zei over Hamilton: “Deze jongeman zal niet alleen de beste wiskundige van zijn tijd zijn, hij is het al.” 
Toen Hamilton op achttienjarige leeftijd toelatingsexamen deed aan het Trinity College te Dublin, kostte hem dat nauwelijks moeite. Hij haalde zeldzaam hoge cijfers voor dit examen, hoewel hij slechts enkele van de voorbereidende colleges had gevolgd. Het was voor Hamilton de eerste keer dat hij echt lessen volgde, daarvóór had hij alles door zelfstudie en via privélessen van zijn oom geleerd. 
Een jaar nadat hij aan het Trinity College was begonnen, werd Hamilton door zijn oom in contact gebracht met Catherine Disney, op wie hij meteen stapelverliefd werd. Hamilton had echter nog drie jaar te doen aan het Trinity College en kon haar daarom niet ten huwelijk vragen. Toen hij begin 1825 hoorde dat Catherine met iemand anders getrouwd was, werd hij behoorlijk ziek en overwoog zelfs zelfmoord. Daarnaast begon hij gedichten te schrijven, iets wat hij later in zijn leven bij tegenslag vaker zou doen. Ook zijn cijfers leden onder deze problemen, al was dit slechts relatief, want ze waren nog steeds uitzonderlijk hoog. 
In 1827 studeerde Hamilton af. Hij had toen al een aantal artikelen op zijn naam staan, veelal op het gebied van de theoretische natuurkunde, waaronder Theory of Systems of Rays, waarin hij de inmiddels klassieke karakteristieke functie in de optica introduceerde. In datzelfde jaar kwam de plaats van hoogleraar in de Astronomie aan het Trinity College vrij, daar Brinkley, die deze positie tot dan toe had bekleed, bisschop werd. Een aantal gerenommeerde wetenschappers, waaronder George Biddell Airy, solliciteerde naar deze plaats, maar de daartoe ingestelde commissie besloot unaniem Hamilton te benoemen, zonder dat deze had gesolliciteerd. Ondanks zijn gebrek aan ervaring op astronomisch gebied besloot Hamilton de positie te aanvaarden. 
Voordat hij met zijn nieuwe werkzaamheden begon, maakte Hamilton eerst een reis door Engeland en Schotland. Tijdens deze reis ontmoette hij onder meer de dichter William Wordsworth (1770–1850), met wie hij goed bevriend raakte. De twee hadden vaak lange discussies over de relatie tussen wetenschap en poëzie. 
Tijdens zijn eerste jaren als hoogleraar deed Hamilton nog veel onderzoek in de optica. Hij publiceerde enkele supplementen bij zijn Theory of Systems of Rays. Dit werk, gebaseerd op enkele ontdekkingen die hij al op zijn zeventiende gedaan had, werd al snel een klassieker: het was voor de optica wat Laplaces Méchanique céleste was voor de mechanica. Hoewel dit werk voornamelijk natuurkundig van aard was, werd er ook een aantal nieuwe wiskundige methodes in geïntroduceerd. 
Na een tweede mislukking op het gebied van de liefde was Hamilton in 1833 uiteindelijk toch getrouwd, met Helen Maria Bayly. Het huwelijk was vooral te danken aan Hamiltons gevoel dat hij hoorde te trouwen en niet gebaseerd op echte liefde: Hamilton voelde nog steeds veel voor Catherine Disney en als hij niet met haar kon trouwen, maakte het hem niet zoveel uit met wie dan wel. Het huwelijk was eigenlijk al bij voorbaat gedoemd te mislukken: Helen was vaak bij haar moeder, terwijl William vaak aan het werk was, werk dat door zijn vrouw totaal niet werd begrepen. Het huishouden werd dan ook een puinhoop. 
In de volgende jaren deed Hamilton onder meer onderzoek in de dynamica, waar hij zijn karakteristieke functie uit de optica ook kon toepassen – zie Hamiltoniaan. Volgens zijn collega's waren zijn artikelen moeilijk te lezen. Niet alleen schreef hij alles zeer kort en bondig op, ook had hij een benadering die vaak behoorlijk verschilde van wat op dat moment gangbaar was. Hamilton is ook nooit een goed docent geweest. 
Een van Hamiltons belangrijkste artikelen publiceerde hij in 1833. Hierin beschouwde hij complexe getallen als geordende paren reële getallen. Complexe getallen werden al door Euler bestudeerd, en een grafische voorstelling al door Gauss en anderen gegeven, maar Hamilton was de eerste die het complexe getal a + bi expliciet definieerde als een geordend paar (a, b) uit het reële vlak. Dit had veel toepassingen, onder meer in de fysica, omdat zo rotaties van de tweedimensionale ruimte veel eenvoudiger konden worden beschreven. 
Naar aanleiding van deze ontdekking probeerde Hamilton in de jaren daarop een ‘nette’ vermenigvuldiging te definiëren op drietallen reële getallen, om hiermee ook rotaties in de driedimensionale ruimte te kunnen beschrijven. Dit werd in de loop der tijd steeds meer een obsessie, zo erg dat zijn kinderen – Hamilton en zijn vrouw kregen twee zoons en een dochter – 's morgens vaak vroegen: “Papa, kun je al drietallen vermenigvuldigen?” 
Niet alleen op wiskundig gebied had Hamilton problemen: hij begon steeds meer aan depressies te lijden. Omdat Helen lange tijd bij haar moeder of in Engeland zat, moest hij zijn kinderen alleen opvoeden. Daar kwam nog bij dat zijn neef en jeugdvriend Arthur plotseling overleed. Hamilton raakte aan de alcohol en daarom kwam zijn zus Eliza bij hem in huis wonen. 
Op het persoonlijk vlak ging het steeds slechter met Hamilton. In 1847 overleden twee van zijn ooms, waaronder zijn ‘leermeester’ James, en pleegde James McCullagh, een collega aan het Trinity College waar hij nog steeds werkte, zelfmoord. In deze tijd kwam hij weer in contact met Catherine, die ook nog veel voor Hamilton bleek te voelen. Ze begonnen een correspondentie, maar Catherine begon zich hierover schuldig te voelen ten opzichte van haar echtgenoot. Dit leidde ertoe dat Catherine een (mislukte) poging tot zelfmoord deed en Hamilton weer aan de drank raakte. 
In een poging zijn problemen te vergeten, stortte Hamilton zich op zijn onderzoek en begon te schrijven aan Lectures on Quaternions, zijn eerste echte werk over quaternionen. Toen dit werk in 1853 uitkwam, kreeg hij te horen dat Catherine op sterven lag. Hij kon haar nog net een exemplaar geven, twee weken later zou ze overlijden. Toen Helen kort daarna een brief van Catherines schoonzus aan haar echtgenoot vond, leidde dat weer tot huiselijke ruzies. Helen had tot die tijd nooit iets geweten van Williams gevoelens ten opzichte van Catherine, hoewel ze ongetwijfeld moet hebben aangevoeld dat zij niet de belangrijkste vrouw in haar mans leven was. 
De laatste jaren van zijn leven besteedde Hamilton aan het schrijven van het ultieme werk over quaternionen: Elements of Quaternions. Het boek zou zo'n 800 pagina's tellen, tweemaal zoveel als oorspronkelijk de bedoeling was, en werd in 1866 door zijn zoon William Edwin Hamilton uitgebracht. Hijzelf was op 2 september van het jaar ervoor overleden ten gevolge van een zware aanval van jicht. Kort daarvoor had Hamilton, die zich al sinds 1835 Sir William mocht noemen, te horen gekregen dat hij als eerste buitenlander was gekozen tot lid van de Amerikaanse wetenschappelijke academie.

## Quaternionen

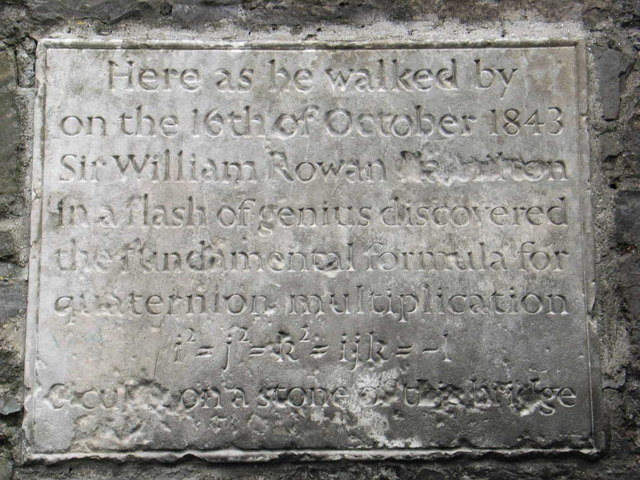
Gedenkplaat op de Brougham Bridge in Dublin

Een van de bekendste anekdotes uit de geschiedenis van de wiskunde is die van de Ier William Hamilton, die over een brug in Dublin liep op het moment dat hij de quaternionen ontdekte. Het tragische is dat deze bijzondere ontdekking een negatieve invloed op Hamiltons carrière had: hij overschatte zijn ontdekking en besteedde de rest van zijn leven aan het onderzoek naar en toepassingen van zijn quaternionen. Zo komt het dat de belangrijkste Ierse wetenschapper aller tijden achteraf gezien niet de waardering heeft gekregen die hij op grond van zijn prestaties in de wis- en natuurkunde zeker verdient. 
Op 16 oktober 1843, een jaar nadat Helen was teruggekeerd, liepen zij en William langs het Royal Canal op weg naar een afspraak. Terwijl Helen hem iets uitlegde, dacht William na over de vermenigvuldiging van drie- of viertallen reële getallen. Op het moment dat ze over de Brougham Bridge liepen, kreeg hij plots een ingeving en bedacht een manier om viertallen reële getallen te vermenigvuldigen. Zo ontdekte hij de quaternionen, de eerste niet-commutatieve algebra ooit bestudeerd. Hij kerfde snel de regel (i² = j² = k² = i × j × k = −1) een korte samenvatting van de essentie van quaternionen, in een steen van de brug. 
Quaternionen zijn getallen van de vorm a + b·i + c·j + d·k, waar a, b, c en d reële getallen zijn. Ze kunnen worden vermenigvuldigd volgens de regel die Hamilton in de steen graveerde. Ze voldoen aan bijna alle eigenschappen die de reële en de complexe getallen ook hebben, alleen de vermenigvuldiging is niet-commutatief. Hamilton was erg onder de indruk van zijn eigen ontdekking. Hij dacht dat het net zo'n impact op de negentiende-eeuwse wiskunde zou hebben als Newton's fluxen in de zeventiende eeuw had gehad. De rest van zijn carrière zou hij besteden aan het onderzoek naar de quaternionen en hun toepassingen in de natuurkunde. 
Over het belang van de quaternionen voor de wiskunde kan worden gediscussieerd, maar zeker is dat de impact een stuk kleiner is dan Hamilton had gedacht. Er bleken wel toepassingen te zijn, maar lang niet zo veel en zo belangrijk als Hamilton na zijn ontdekking had vermoed en gehoopt. Toch zijn de quaternionen niet te onderschatten, zeker niet daar het de eerste keer was dat iemand een niet-commutatieve ring bestudeerde. Als aandenken aan de quaternionen en hun ontdekker staat er tot op de dag van vandaag op de Brougham Bridge in Dublin een speciale plaquette.

## Werk
- Lectures on quaternions (1853)
- Elements of quaternions (1866)
- Mathematical papers (3 delen, 1931, 1940, 1967)